# Riu de Brangolí
El Riu de Brangolí, o Rec de Brangolí, és un riu de la comarca de l'Alta Cerdanya, a la Catalunya del Nord, que neix en el terme d'Enveig, passa al terme d'Ur, fins que al sud del poble d'Ur s'uneix amb el Riu d'Angostrina per tal de formar el Reür.
El riu té un curs bàsicament orientat de nord a sud, però fa una ampla deriva cap a llevant a la primera part del seu curs, que és molt sinuós a causa de l'orografia del territori que travessa.

## Terme d'Enveig
El riu es forma a la zona de les Molleres de Maurà, al nord-est del terme comunal d'Enveig, i davalla cap al sud, de forma força sinuosa, passa a ponent del Pic de Mollet i després a llevant dels Prats del Cavaller, arriba al costat occidental del poble de Brangolí, del qual pren el nom, i continua sempre cap al sud, fent un ample arc cap al sud-est i després cap al sud-oest, fins que rep per la dreta el Riu, o Rec, de Bena al nord del poble d'Enveig. Al cap de poc de rebre l'afluència del riu de Bena, esdevé termenal entre Enveig i Ur.

## Límit dels termes d'Enveig i Ur
Des de llevant dels Bacs fins a llevant de la Serra, el Riu de Brangolí defineix el límit dels termes comunals d'Enveig i d'Ur, al llarg de poc menys d'un quilòmetre.

## Terme d'Ur
El Riu de Brangolí entra en el terme d'Ur al nord-oest dels Camps de l'Espluga, bastant a prop a l'oest del poble d'Ur. Passa a ran al sud-oest del poble, deixant el poble vell a l'esquerra i els moderns eixamples a la dreta, fins que al sud del poble el Riu de Brangolí s'uneix amb el Riu d'Angostrina i dona pas al Reür, un dels principals afluents cerdans del Segre.